# Hennequin de Bruges

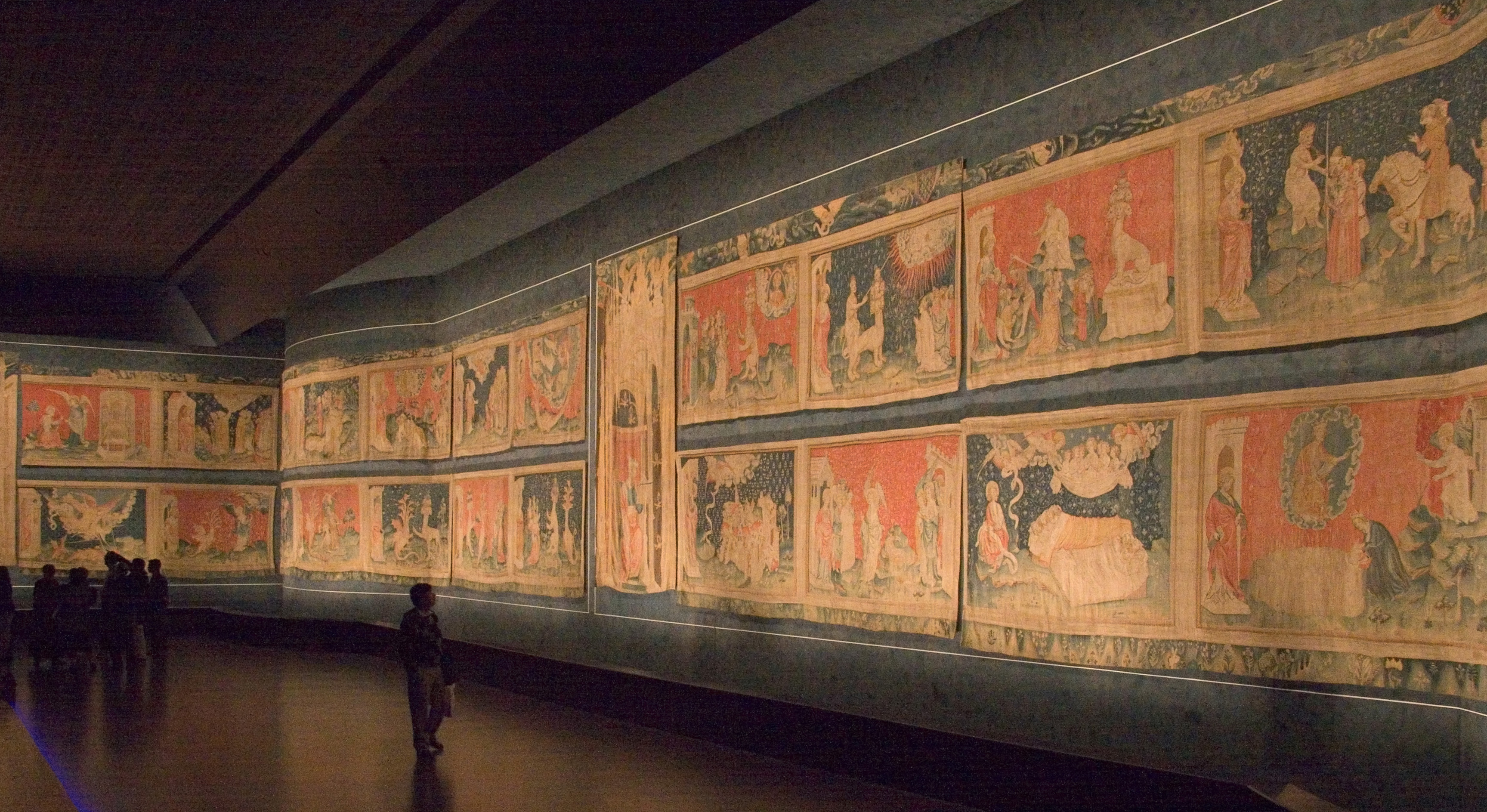
Uma parte das seis peças da Tapeçaria do Apocalipse

Jean Bondol, também conhecido como Jean de Bruges, Hennequin de Bruges ou Jan Baudolf foi o autor flamengo das iluminuras contidas em uma tradução da Vulgata encomendada por Carlos V de França. A obra está agora no Museum Meermanno em Haia, um museu que contém muitos missais semelhantes da época. Essa iluminuras foram executadas em 1371, um período quando os Países Baixos estavam avançando rapidamente para além do século XIV. Dessa forma, sua obra já está datada para a época. No entanto, permaneceu como pintor oficial do Rei Carlos V de França.
Nasceu em Flandres, que, naquela época, pertencia aos domínios dos Duque da Borgonha. Foi influenciado por Jean Pucelle. 
Também produziu inúmeros desenhos para tapeçarias. A mais conhecida delas é a chamada Tapeçaria do Apocalipse, uma representação do Apocalipse de São João. A obra está em uma sala chamada Galeria do Apocalipse, no Castelo de Angers, em Angers, na França. Constitui-se no mais importante conjunto de tapetes medievais do mundo.